# 柳鸿渐
柳鸿渐（？—572年7月15日），字功期，河东郡解县（今山西省运城市临猗县）人，出自河东柳氏西眷，西魏、北周官员。

## 生平
柳鸿渐以大司马东阁祭酒为起家官，兼任记室。魏恭帝元年（554年），柳鸿渐出任帅都督、瓜州长史别驾、敦煌郡太守，又转任大都督。不久柳虬去世，柳鸿渐给父亲守丧离职，被夺情起复，以本职服丧，袭爵美阳男。北周建立后，因为柳鸿渐的叔叔柳庆被赐姓宇文氏，柳鸿渐也随着叔叔的由赐姓乙弗氏改为赐姓宇文氏。柳鸿渐很快升任效谷郡太守，进爵为子，又出任使持节、车骑大将军、仪同三司、代理瓜州刺史。保定三年（563年），柳鸿渐被征召回朝，出任柱国绥德公陆通的长史。后来北周朝廷分别派遣八名使者巡视四方，柳鸿渐作为使者之一出巡荆州和襄州，出任万春城主，又加骠骑大将军、开府、都督五城诸军事，改封义康县子，很快升任蒲州总管长史别驾，又升任襄州总管长史别驾。柳鸿渐还没来得及前往襄州，就因病于建德元年六月十九日（572年7月15日）在蒲州官府中去世，周武帝诏令赠予原本的官职爵位，加邵勋绛三州诸军事、邵州刺史，谥号敬，同年岁次壬辰十月庚午朔十五日甲申（572年11月6日）归葬于长安小陵原美阳孝公柳虬墓旁。

## 家庭

### 祖父
- 柳僧习，北魏颍川郡太守[2]

### 父母
- 柳虬，西魏秘书局、仪同三司、美阳孝公[2]
- 安定席氏，北魏并华襄济秦五州刺史、乘氏襄侯席法友孙女，北魏司空掾、右将军、赠卫尉少卿席景通长女，封菀川县君，加封长乐郡君[3][4]

### 兄弟姐妹
- 柳蔡年，北周使持节、上仪同三司、礼部中大夫、顺州刺史、艾陵僖侯[3]
- 柳止戈，隋朝上仪同三司、洛和昌三州刺史、平凉公[3]
- 柳吉甫，原名山甫，北周文城郡太守[3]
- 柳逄恩，少司调上士[3]
- 柳御天，名真陁，字御天，早逝[3]
- 柳乃文，名待价，字乃文，大都督、广武郡太守、礼部侍郎、广威男[3]
- 柳静女，嫁吏部郎中京兆韦孝固[3]

### 夫人
- 彭城刘氏，南梁太子中庶子刘孝威之女，封安康郡君[2][1][5]

### 子女
- 柳铎，嗣子，北周给事中士[2][1]
- 柳达摩，次子[2][1]
- 柳僧伽，第三子[2][1]
- 柳金刚，第四子[2][1]
- 柳力士，第五子[2][1]
- 柳怀宝，第六子[2][1]
- 柳阿咴[2]，第七子，一作阿咳[1]
- 柳娇娥，长女，嫁拔拔恺，柱国大将军、义门公拔拔澄之子[2][1]
- 柳蒨目，第二女，嫁㩉拔氏，柱国大将军、河西公㩉拔贤之子[2][1]
- 柳佛怜，第三女[2][1]
- 柳金毗罗，第四女[2][1]
- 柳青牛，第五女[2][1]